# Нанмин (станция метро)
«Нанмин» (кор. 낙민역) — подземная станция Пусанского метро на Четвёртой линии. Она представлена двумя боковыми платформами. Станция обслуживается Пусанской транспортной корпорацией. Расположена в квартале Нанмин-дон административного района Тоннэгу города Пусан (Республика Корея). На станции установлены платформенные раздвижные двери.
Станция была открыта 30 марта 2011 года.
Открытие станции было совмещено с открытием всей Четвёртой линии, длиной 10,8 км, и еще 13 станций.